# Atalanta Bergamasca Calcio 1961-1962

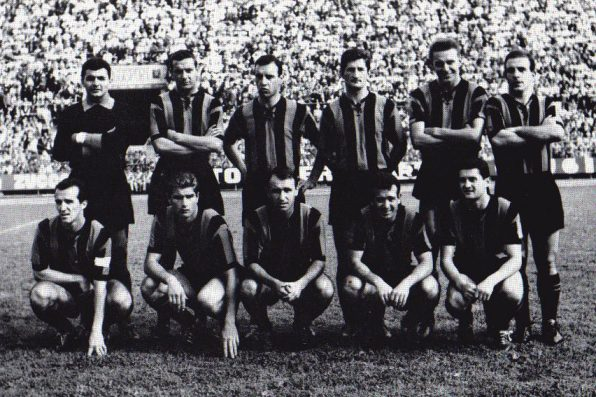
Una formazione dell'Atalanta nella stagione 1961-1962

Questa voce raccoglie le informazioni riguardanti l'Atalanta Bergamasca Calcio nelle competizioni ufficiali della stagione 1961-1962.

## Stagione
La squadra, dopo una pesantissima sconfitta nel turno inaugurale del campionato (6-0 contro la Fiorentina), infila una striscia di quattro vittorie consecutive e si ritrova, dopo 5 giornate, in testa alla classifica di Serie A 1961-1962. Il prosieguo della stagione vede i neroazzurri restare nelle zone alte della classifica, concludendo la stagione con un sesto posto.
In Coppa Italia il cammino si interrompe al turno inaugurale (secondo turno del tabellone), a causa della sconfitta contro la Fiorentina.
I nerazzurri partecipano anche alla Mitropa Cup, dove nel turno a gironi eliminano nell'ordine MTK Budapest (doppio pareggio), Partizan Belgrado (doppio pareggio) e Baník Ostrava (pareggio e vittoria per 8-2); vengono però eliminati in semifinale dal Vasas Budapest (vittoria all'andata per 1-0 e sconfitta al ritorno per 3-1).

## Rosa
| N. |                      | Ruolo | Calciatore       |
| -- | -------------------- | ----- | ---------------- |
|    | Italia (bandiera)    | P     | Zaccaria Cometti |
|    | Italia (bandiera)    | D     | Piero Gardoni    |
|    | Italia (bandiera)    | D     | Alfredo Pesenti  |
|    | Italia (bandiera)    | D     | Francesco Pizzi  |
|    | Italia (bandiera)    | D     | Livio Roncoli    |
|    | Italia (bandiera)    | D     | Battista Rota    |
|    | Italia (bandiera)    | C     | Umberto Colombo  |
|    | Danimarca (bandiera) | C     | Flemming Nielsen |
|    | Italia (bandiera)    | C     | Giorgio Veneri   |

| N. |                      | Ruolo | Calciatore          |
| -- | -------------------- | ----- | ------------------- |
|    | Argentina (bandiera) | C     | Humberto Maschio    |
|    | Danimarca (bandiera) | C     | Kurt Christensen    |
|    | Brasile (bandiera)   | A     | Dino Da Costa       |
|    | Italia (bandiera)    | A     | Angelo Domenghini   |
|    | Italia (bandiera)    | A     | Fermo Favini        |
|    | Italia (bandiera)    | A     | Arturo Gentili      |
|    | Italia (bandiera)    | A     | Luciano Magistrelli |
|    | Italia (bandiera)    | A     | Enrico Nova         |
|    | Italia (bandiera)    | A     | Rinaldo Olivieri    |

## Risultati

### Serie A

#### Girone di andata
| Arbitro: | Di Tonno (Lecce) |

|                                                         |           |  |
| Corso 22’ Hitchens 28’, 43’ Bettini 30’, 79’ Suárez 70’ | Marcatori |  |

| Arbitro: | Sbardella (Roma) |

|                                         |           |                   |
| Olivieri 74’ Favini 80’ Christensen 86’ | Marcatori | 60’ (rig.) Kaszás |

| Arbitro: | Politano (Cuneo) |

|  |           |              |
|  | Marcatori | 79’ Olivieri |

| Arbitro: | Jonni (Macerata) |

|                                      |           |             |
| Olivieri 24’, 83’ Garzena 74’ (aut.) | Marcatori | 63’ Charles |

| Arbitro: | Marchese (Frattamaggiore) |

|             |           |                         |
| Canella 69’ | Marcatori | 35’ Favini 44’ Olivieri |

| Arbitro: | Bonetto (Torino) |

|  |           |               |
|  | Marcatori | 65’ De Marchi |

| Arbitro: | Grignani (Milano) |

|  |           |             |
|  | Marcatori | 45’ Maschio |

| Bologna 4 ottobre 1961, ore 15:30 UTC+1 8ª giornata | Bologna      | 0 – 0 | Atalanta | Stadio Comunale\| Arbitro: \| Adami (Roma) \| |
| Arbitro:                                            | Adami (Roma) |       |          |                                               |

| Arbitro: | Lo Bello (Siracusa) |

|                         |           |  |
| Maschio 70’, 78’ (rig.) | Marcatori |  |

| Arbitro: | Rigato (Mestre) |

|                      |           |  |
| Maschio 28’ Nova 51’ | Marcatori |  |

| Arbitro: | Gambarotta (Genova) |

|                               |           |             |
| Morelli 46’ Prenna 64’ (rig.) | Marcatori | 88’ Nielsen |

| Arbitro: | De Marchi (Pordenone) |

|            |           |  |
| Sereni 46’ | Marcatori |  |

| Arbitro: | Roversi (Bologna) |

|  |           |                         |
|  | Marcatori | 76’ Recagni 77’ Mazzero |

| Arbitro: | Marchese (Frattamaggiore) |

|                             |           |                         |
| David 59’ (rig.) Rivera 77’ | Marcatori | 68’ Colombo 80’ Maschio |

| Arbitro: | Sbardella (Roma) |

|             |           |              |
| Arienti 48’ | Marcatori | 22’ Olivieri |

| Bergamo 10 dicembre 1961, ore 14:30 UTC+1 16ª giornata | Atalanta        | 0 – 0 | Roma | Stadio Comunale\| Arbitro: \| Genel (Trieste) \| |
| Arbitro:                                               | Genel (Trieste) |       |      |                                                  |

| Bergamo 17 dicembre 1961, ore 14:30 UTC+1 17ª giornata | Atalanta        | 0 – 0 | Fiorentina | Stadio Comunale\| Arbitro: \| Rigato (Mestre) \| |
| Arbitro:                                               | Rigato (Mestre) |       |            |                                                  |

#### Girone di ritorno
| Arbitro: | Gambarotta (Genova) |

|                         |           |                                          |
| Maschio 50’, 58’ (rig.) | Marcatori | Bicicli 9’ Della Giovanna 33’ Suárez 59’ |

| Arbitro: | De Robbio (Torre Annunziata) |

|  |           |             |
|  | Marcatori | 13’ Maschio |

| Arbitro: | Marchese (Frattamaggiore) |

|              |           |              |
| Da Costa 16’ | Marcatori | 76’ Mencacci |

| Arbitro: | De Robbio (Torre Annunziata) |

|            |           |             |
| Nicolè 77’ | Marcatori | 78’ Maschio |

| Arbitro: | Di Tonno (Lecce) |

|                         |           |               |
| Da Costa 23’ Favini 49’ | Marcatori | 65’ Selmosson |

| Arbitro: | Lo Bello (Siracusa) |

|  |           |                 |
|  | Marcatori | 23’ Magistrelli |

| Arbitro: | Campanati (Milano) |

|              |           |                 |
| Da Costa 38’ | Marcatori | 45’ (aut.) Rota |

| Arbitro: | Sebastio (Taranto) |

|                           |           |                    |
| Olivieri 53’ Da Costa 77’ | Marcatori | 87’ (aut.) Gardoni |

| Arbitro: | Francescon (Padova) |

|                 |           |                 |
| Cucchiaroni 31’ | Marcatori | 24’ Magistrelli |

| Arbitro: | Roversi (Bologna) |

|             |           |             |
| Ferrini 42’ | Marcatori | 57’ Colombo |

| Arbitro: | Righetti (Torino) |

|                                       |           |  |
| Maschio 22’ Da Costa 54’ Olivieri 71’ | Marcatori |  |

| Arbitro: | Roversi (Bologna) |

|                         |           |                |
| Maschio 1’ Olivieri 11’ | Marcatori | 10’, 85’ Prato |

| Arbitro: | Grignani (Milano) |

|                              |           |          |
| Sormani 13’, 66’ Mazzero 50’ | Marcatori | 81’ Nova |

| Bergamo 25 marzo 1962, ore 15:30 UTC+1 31ª giornata | Atalanta     | 0 – 2 A tav. | Milan | Stadio Comunale\| Arbitro: \| Adami (Roma) \| |
| Arbitro:                                            | Adami (Roma) |              |       |                                               |

| Bergamo 1º aprile 1962, ore 15:30 UTC+1 32ª giornata | Atalanta                  | 0 – 0 | Padova | Stadio Comunale\| Arbitro: \| Marchese (Frattamaggiore) \| |
| Arbitro:                                             | Marchese (Frattamaggiore) |       |        |                                                            |

| Arbitro: | De Robbio (Torre Annunziata) |

|                                      |           |              |
| Menichelli 2’ Jonsson 8’ Colombo 80’ | Marcatori | 28’ Da Costa |

| Arbitro: | Cataldo (Reggio Calabria) |

|  |           |          |
|  | Marcatori | Nova 26’ |

### Coppa Italia

#### Secondo turno
| Arbitro: | Angonese (Mestre) |

|                            |           |  |
| Milani 76’ Dell'Angelo 86’ | Marcatori |  |

### Coppa Mitropa

#### Gruppo 2
| Bergamo 13 maggio 1962 1ª giornata | Atalanta | 0 – 0 | MTK Budapest | Stadio Comunale (3.000 spett.)\| Arbitro: \| Fenck \| |
| Arbitro:                           | Fenck    |       |              |                                                       |

| Arbitro: | Tyl |

|                    |           |                 |
| Colombo 40’ (aut.) | Marcatori | 44’ Christensen |

| Arbitro: | Gyula |

|                                  |           |                                        |
| Da Costa 2’, 50’ Christensen 64’ | Marcatori | 5’ Mihajlovic 10’ Vislaski 54’ Vasovic |

| Arbitro: | Szos |

|                        |           |                             |
| Vasović 1’ Vukelić 60’ | Marcatori | 61’ Domenghini 82’ Da Costa |

| Ostrava 10 giugno 1962 5ª giornata | Baník Ostrava | 0 – 0 | Atalanta | Stadio Bazaly\| Arbitro: \| Skoric \| |
| Arbitro:                           | Skoric        |       |          |                                       |

| Arbitro: | Zecevic |

|                                                                                   |           |                 |
| Nova 1’ Da Costa 4’, 35’, 46’ Domenghini 27’ Magistrelli 44’, 64’ Christensen 65’ | Marcatori | 32’, 85’ Wiecek |

#### Semifinali
| Arbitro: | Nedelkovski |

|                 |           |  |
| Magistrelli 63’ | Marcatori |  |

| Arbitro: | Tyl |

|                         |           |              |
| Farkas ?’, 61’ Pál I ?’ | Marcatori | 46’ Da Costa |

## Statistiche

### Statistiche di squadra
| Competizione  | Punti | In casa | In casa | In casa | In casa | In casa | In casa | In trasferta | In trasferta | In trasferta | In trasferta | In trasferta | In trasferta | Totale | Totale | Totale | Totale | Totale | Totale | DR |
| Competizione  | Punti | G       | V       | N       | P       | Gf      | Gs      | G            | V            | N            | P            | Gf           | Gs           | G      | V      | N      | P      | Gf     | Gs     | DR |
| ------------- | ----- | ------- | ------- | ------- | ------- | ------- | ------- | ------------ | ------------ | ------------ | ------------ | ------------ | ------------ | ------ | ------ | ------ | ------ | ------ | ------ | -- |
| Serie A       | 38    | 17      | 7       | 6       | 4       | 23      | 16      | 17           | 6            | 6            | 5            | 16           | 22           | 34     | 13     | 12     | 9      | 39     | 38     | +1 |
| Coppa Italia  |       | -       | -       | -       | -       | -       | -       | 1            | 0            | 0            | 1            | 0            | 2            | 1      | 0      | 0      | 1      | 0      | 2      | -2 |
| Coppa Mitropa | 7     | 4       | 2       | 2       | 0       | 12      | 5       | 4            | 0            | 3            | 1            | 4            | 6            | 8      | 2      | 5      | 1      | 16     | 11     | +5 |
| Totale        |       | 21      | 9       | 8       | 4       | 35      | 21      | 22           | 6            | 9            | 7            | 20           | 30           | 43     | 15     | 17     | 11     | 55     | 51     | +4 |

### Statistiche dei giocatori
Nel computo dei gol realizzati in campionato, si aggiunga una autorete a favore.
| Giocatore      | Serie A  | Serie A | Coppa Italia | Coppa Italia | Coppa Mitropa | Coppa Mitropa | Totale   | Totale |
| Giocatore      | Presenze | Reti    | Presenze     | Reti         | Presenze      | Reti          | Presenze | Reti   |
| -------------- | -------- | ------- | ------------ | ------------ | ------------- | ------------- | -------- | ------ |
| Z. Cometti     | 34       | -38     | 1            | -2           | 5+            | -6+           | 40+      | -46+   |
| P. Gardoni     | 33       | 0       | 1            | 0            | 5+            | 0+            | 39+      | 0+     |
| A. Pesenti     | 0        | 0       | -            | -            | ?             | ?             | 0+       | 0+     |
| F. Pizzi       | 2        | 0       | -            | -            | ?             | ?             | 2+       | 0+     |
| L. Roncoli     | 33       | 0       | 1            | 0            | 5+            | 0+            | 39+      | 0+     |
| B. Rota        | 33       | 0       | 1            | 0            | 5+            | 0+            | 39+      | 0+     |
| U. Colombo     | 33       | 2       | 1            | 0            | 5+            | 0+            | 39+      | 2+     |
| F. Nielsen     | 30       | 1       | 1            | 0            | 5+            | 0+            | 36+      | 1+     |
| G. Veneri      | 3        | 0       | 1            | 0            | ?             | ?             | 4+       | 0+     |
| H. Maschio     | 26       | 11      | -            | -            | ?             | ?             | 26+      | 11+    |
| K. Christensen | 6        | 1       | 1            | 0            | 5+            | 2+            | 12+      | 3+     |
| D. Da Costa    | 18       | 6       | -            | -            | 5+            | 4+            | 23+      | 10+    |
| A. Domenghini  | 3        | 0       | 1            | 0            | 5+            | 2+            | 9+       | 2+     |
| F. Favini      | 28       | 3       | -            | -            | 1+            | 0+            | 29+      | 3+     |
| A. Gentili     | 7        | 0       | 1            | 0            | ?             | ?             | 8+       | 0+     |
| L. Magistrelli | 30       | 2       | 1            | 0            | 2+            | 3+            | 33+      | 5+     |
| E. Nova        | 21       | 3       | 1            | 0            | 5             | 2+            | 27       | 5+     |
| R. Olivieri    | 24       | 9       | -            | -            | 2+            | 0+            | 26+      | 9+     |